# Koyanus
Koyanus is een geslacht van hooiwagens uit de familie Epedanidae.
De wetenschappelijke naam Koyanus is voor het eerst geldig gepubliceerd door Roewer in 1938. 

## Soorten
Koyanus is monotypisch en omvat slechts de volgende soort:
- Koyanus clarus